# Sven Schmid (hockey sur glace)
Pour les articles homonymes, voir Sven Schmid et Schmid.
Sven Schmid, né le 27 janvier 1969 à Bienne, est un joueur professionnel suisse de hockey sur glace.

## Profil
Gaucher, il joue au poste de défenseur.

## Carrière en club
- 1986-1989 : HC Bienne (LNA)
- 1989-1991 : SC Lyss (LNB)
- 1991-1995 : HC Bienne (LNA)
- 1995-2002 : HC Bienne (LNB)